# 婦中バイパス (国道359号)
婦中バイパス（ふちゅうバイパス）は、富山県富山市（旧婦中町）を通る、国道359号のバイパスである。
幅員の狭い旧道（幅員5.5 - 7m）を迂回するバイパスとして整備された。

## 橋
- 速星大橋（全長148.3m）[2]

## 沿革
- 1981年度 - 事業着手
- 1981年8月 - 都市計画街路羽根塚原線の一部として速星高架橋が架橋（同年11月26日竣工）[3]
- 1985年12月11日 - 婦中町塚原 - 婦中町速星間2,165mが暫定2車線で開通[4]。
- 1990年11月14日 - 婦中町麦島 - 婦中町羽根間約1.6㎞の開通を以て、現道改良区間を除き全線開通[1]。

## 主な接続道路
- 富山県道56号富山環状線、富山県道7号富山八尾線（富山県富山市婦中町塚原、婦中大橋西口交差点7）
- 富山県道68号富山外郭環状線、富山県道200号井栗谷婦中線（富山県富山市速星、速星交差点）
- 富山県道216号小倉笹倉線（富山県富山市婦中町笹倉、笹倉交差点）
- 富山県道68号富山外郭環状線（富山県富山市婦中町笹倉、笹倉西交差点）
- 富山県道59号富山庄川線（富山県富山市婦中町羽根および婦中町下邑、羽根交差点）

## 通過する自治体
- 富山県
  - 富山市

## 沿線周辺
- 富山市ストリートスポーツパーク
- 富山県中央植物園
- フューチャーシティ・ファボーレ
- 富山西総合病院
- 富山県立富山西高等学校
- 富山市立速星小学校
- 富山市消防局 婦中消防署
- 富山市立古里小学校